# (48607) Yamagatatemodai
(48607) Yamagatatemodai est un astéroïde de la ceinture principale.

## Description
(48607) Yamagatatemodai est un astéroïde de la ceinture principale. Il fut découvert le 20 février 1995 à Nanyo par Tomimaru Okuni. Il présente une orbite caractérisée par un demi-grand axe de 2,71 UA, une excentricité de 0,28 et une inclinaison de 10,3° par rapport à l'écliptique.

## Compléments